# 卡尔·埃雷拉
卡尔·维克托·埃雷拉（西班牙語：Carl Victor Herrera，1966年12月14日—）生于特立尼达和多巴哥，委内瑞拉职业篮球运动员，曾效力于NBA联盟。他在1990年的NBA选秀中第2轮第30顺位被迈阿密热火选中。